# Emmanuel Koné
Koumatien Emmanuel Koné (* 31. Dezember 1986 in Abongoua) ist ein ivorischer ehemaliger Fußballspieler.

## Karriere

### Verein
Emmanuel Koné startete 2003 seine Profikarriere bei ASEC Mimosas in der ivorischen Ligue 1. Im Februar 2008 wechselte für ca. 500.000 € zu CFR Cluj. Er gab sein Debüt für Cluj am 29. August 2008, als er für Emmanuel Culio in der 83. Spielminute eingewechselt wurde. Das Spiel gegen Politehnica Iași endete 0:0. Für die Saison 2009/10 wurde er an den Aufsteiger Internațional Curtea de Argeș verliehen, mit dem ihm auf sportlichen Wege der Klassenerhalt gelang (aus finanziellen Gründen musste der Klub zwangsabsteigen). Er kehrte nach Cluj zurück und gehörte in der Spielzeit 2010/11 mit 21 Einsätzen zum erweiterten Stamm der Mannschaft. Nachdem er in der Hinrunde 2011/12 nur noch einmal zum Einsatz gekommen war, verließ er den Klub in der Winterpause zum französischen Zweitligisten CS Sedan. In Sedan verpasste er mit seinem Team als Viertplatzierter in der Saison 2011/12 nur knapp den Aufstieg in die Ligue 1. Ein Jahr später musste er absteigen und verließ den Verein zum griechischen Erstligisten Levadiakos. Dort beendete er die Spielzeit 2013/14 auf einem Platz im Mittelfeld. Ende Februar 2015 wurde sein Vertrag aufgelöst. Koné war ein halbes Jahr ohne Klub, ehe ihn im August 2015 der griechische Zweitligist Apollon Smyrnis verpflichtete. Er wurde auf Anhieb zur Stammkraft und kämpfte mit seinem Klub um den Aufstieg in die Super League, was 2017 auch endlich gelang.

### Nationalmannschaft
Koné gab sein Debüt für die Nationalmannschaft der Elfenbeinküste am 8. Juni 2008, als er für Emerse Faé in der 64. Spielminute eingewechselt wurde. Die Elfenbeinküste spielte gegen Madagaskar und erreichte ein 0:0.
Koné vertrat die Elfenbeinküste bei den Olympischen Sommerspielen 2008 in Peking. Die Elfenbeinküste musste sich im Viertelfinale Nigeria geschlagen geben. Koné kam auf 3 Spiele.
Er nahm außerdem am Afrika-Cup 2010 und an der Fußball-Weltmeisterschaft 2010 teil, kam dort aber nicht zum Einsatz.

## Erfolge/Titel
- Rumänischer Meister (1): 2007/08
- Rumänischer Pokalsieger (2): 2007/08, 2008/09